# Betuel
En el Gènesi, capítol vint-i-dosè, Betuel (en hebreu
בתואל בן-נָחֹור Beth-El ben Nahor) és el fill que Nahor, germà d'Abraham, va tenir amb Milcà.
Els seus fills van ser:
- Laban, el primogènit
- Rebeca, esposa del patriarca Isaac i mare d'Esaú i Jacob.

Betuel vivia a Aram-Naharaim (Mesopotàmia) quan un dia va rebre la visita d'un esclau del seu oncle Abraham. En arribar a casa seva, l'esclau va explicar-li que el seu amo l'havia enviat a buscar una esposa pel seu fill, ja que la família d'Abraham havia emigrat a Canaan i no volien casar-lo amb una cananea.
El servent va quedar-se 10 dies amb Betuel, on va conèixer la filla d'aquest, Rebeca, que li causà una molt bona impressió. Així, Betuel va enviar la seva filla i una esclava cap a la casa del seu oncle Abraham, a Canaan, on va convertir-se en l'esposa d'Isaac, l'hereu d'Abraham.